# Leslie Knighton
Albert Leslie Knighton (* 15. März 1884 in Church Gresley, Derbyshire; † 10. Mai 1959 in Bournemouth) war ein englischer Fußballtrainer.

## Karriere
Nach kurzen Intermezzi als Co-Trainer bei Huddersfield Town und Manchester City wurde er 1919 Trainer des FC Arsenal. Während seiner Zeit bei den „Gunners“ war er einer der ersten Trainer, die mit Doping in Verbindung gebracht wurden. Er gab den Spielern vorm FA-Cup-Finale 1925 „kleine silbrige Pillen“, die die Energie der Spieler erhöhen sollten. Die Pillen waren effektiv, aber die Spieler wollten sie nicht mehr einnehmen, da sie Angst hatten, ihre Gesundheit zu schädigen. 1925 wurde Knighton vom FC Arsenal gefeuert und wechselte anschließend zum Verein Bournemouth and Boscombe. Von 1928 bis 1933 war er Trainer vom FC Birmingham. 1933 kehrte er nach London zurück und wurde für sechs Jahre Trainer des FC Chelsea.
| Personendaten    | Personendaten                                |
| ---------------- | -------------------------------------------- |
| NAME             | Knighton, Leslie                             |
| ALTERNATIVNAMEN  | Knighton, Albert Leslie (vollständiger Name) |
| KURZBESCHREIBUNG | englischer Fußballtrainer                    |
| GEBURTSDATUM     | 15. März 1884                                |
| GEBURTSORT       | Church Gresley, Derbyshire                   |
| STERBEDATUM      | 10. Mai 1959                                 |
| STERBEORT        | Bournemouth                                  |